# Xylophanes aristor
Xylophanes aristor är en fjärilsart som beskrevs av Butler 1877. Xylophanes aristor ingår i släktet Xylophanes och familjen svärmare. Inga underarter finns listade i Catalogue of Life.